# María Gertrudis Armendáriz
María Gertrudis Armendáriz y García (Silao, 27 de enero de 1767- Ciudad de México, 16 de noviembre de 1815) fue una heroína de la Independencia de México, y formó parte del movimiento insurgente de las Mujeres en la Guerra de Independencia (México), quienes participaron con distintos roles durante la misma.

## Biografía
Fue hija de Pedro Armendáriz y María Eusebia García Díaz, dueños de la hacienda Sotelo, ubicada en Santiago de los Llanos de Silao (actual Silao, Guanajuato). Sin embargo, poco se sabe de su infancia y juventud. El 25 de enero de 1789 contrajo nupcias con Manuel Mariano Hidalgo y Costilla, hermano menor de Miguel Hidalgo y Costilla. 
Durante su matrimonio, lograron crear riquezas al ser Manuel responsable de la administración de las haciendas familiares. Gracias a esto, María Gertrudis y Manuel tuvieron cuatro hijos: Ana María, Juana Nepomuceno, Rosalía y Agustín, forjando así una estrecha relación con la familia Hidalgo, siendo incluso uno de sus hijos bautizado por Miguel Hidalgo y Costilla.
En 1805, se mudaron a Ciudad de México para apoyar a solventar las deudas de su cuñado, Miguel, en la capital del virreinato. Sin embargo las preocupaciones financieras deterioraron la salud mental de Manuel, quien murió inesperadamente el 4 de julio de 1809. Esto provocó un gran sentimiento de pérdida a María Gertrudis, y tras la muerte de su esposo, decidió quedarse a vivir en Ciudad de México con la responsabilidad de solventar y hacerse cargo de la crianza de sus cuatro hijos por sí misma.

## Independencia de México
Al estallar el movimiento de Independencia de México en el pueblo de Dolores Hidalgo, el 28 de septiembre de 1810 se ordenó que fuera aprehendida junto con sus cuatro hijos menores de edad por órdenes del virrey Francisco Xavier Venegas por su parentesco con Miguel Hidalgo. Fueron llevados a la cárcel La Acordada, y como parte de la medida también se le confiscaron todos sus bienes, generando que la familia Hidalgo-Costilla Armendáriz pronto quedara en la miseria.
Por esta razón se vio en la necesidad de trabajar en la cárcel, realizando labores de costura y bordado para amistades, así como de los presos y soldados, lo que le permitía percibir dinero para mantener a sus hijos mientras estaba privada de su libertad. Lejos de intimidarse por las acciones y sufrimientos que le provocó el virrey, María Gertrudis, impulsada por un sentimiento en pro de la independencia nacional, logró estrechar lazos y ganarse el respeto de insurgentes y simpatizantes del movimiento dentro de la cárcel, convenciéndoles de unirse a la lucha.
Con el pequeño dinero excedente que le generaban sus labores, y con la ayuda de Joaquín Piña, guardia de Garita de San Cosme, logró sobornar a los carceleros para que dejaran escapar a quienes querían unirse al ejército insurgente. Utilizando sus escasos recursos, también participó en la compra de armamento y contribuyó en la compra de la imprenta para la creación del primer periódico insurgente El Despertar Americano en la capital del virreinato. 

## Muerte
María Gertrudis Armendáriz fue ejecutada en prisión el 16 de noviembre de 1815. Tras su muerte, el 24 de diciembre del mismo año, el virrey Juan José Ruiz de Apodaca ordenó la liberación de sus hijos, los cuales fueron enviados a la hacienda Corralejo, cerca del actual Guanajuato, donde vivieron al cuidado de su tío, José María.